# Aveiro (cratère)
Pour les articles homonymes, voir Aveiro (homonymie).
Le cratère Aveiro est un cratère d'impact de 9,11 km de diamètre situé sur Mars dans le quadrangle de Lunae Palus. Il a été nommé en référence à la ville d'Aveiro au Portugal.